# Kroatiska rättspartiet
Kroatiska rättspartiet (kroatiska: Hrvatska stranka prava, förkortat HSP) är ett nationalkonservativt politiskt parti i Kroatien. Partiet grundades år 1990 men anser sig bära sina anor från år 1861. Ordet "rätt" i partinamnet åsyftar partiets historiska mål att skydda kroaternas nationella och etniska rätt till ett oberoende hemland. Partiordförande heter Karlo Starčević. I parlamentsvalet 2011 förlorade partiet en parlamentsplats och är därmed inte representerat i Sabor.

## Historia
Kroatiska rättspartiet identifierar sig som arvtagare av Rättspartiet, ett politiskt parti som grundades den 26 juni 1861 av Ante Starčević och Eugen Kvaternik. Rättspartiet var ett nationalistiskt parti som verkade för autonomi och självbestämmanderätt för kroaterna inom Österrike-Ungern. Flera partimedlemmar, inklusive Eugen Kvaternik, var anstiftare till Rakovicaupproret vars syfte var ett oberoende och enat Kroatien fritt från österrikisk och ungersk dominans.

## Partiledare
- Dobroslav Paraga, 1990–1993
- Anto Đapić, 1993–2009
- Daniel Srb, 2009–2017
- Karlo Starcevic, 2017–